# Romana Granas
Romana Granas (* 7. September 1906 in Łódź; † 19. August 1987) war eine Schriftstellerin und Politikerin der Polnischen Vereinigten Arbeiterpartei PZPR (Polska Zjednoczona Partia Robotnicza) in der Volksrepublik Polen.

## Leben

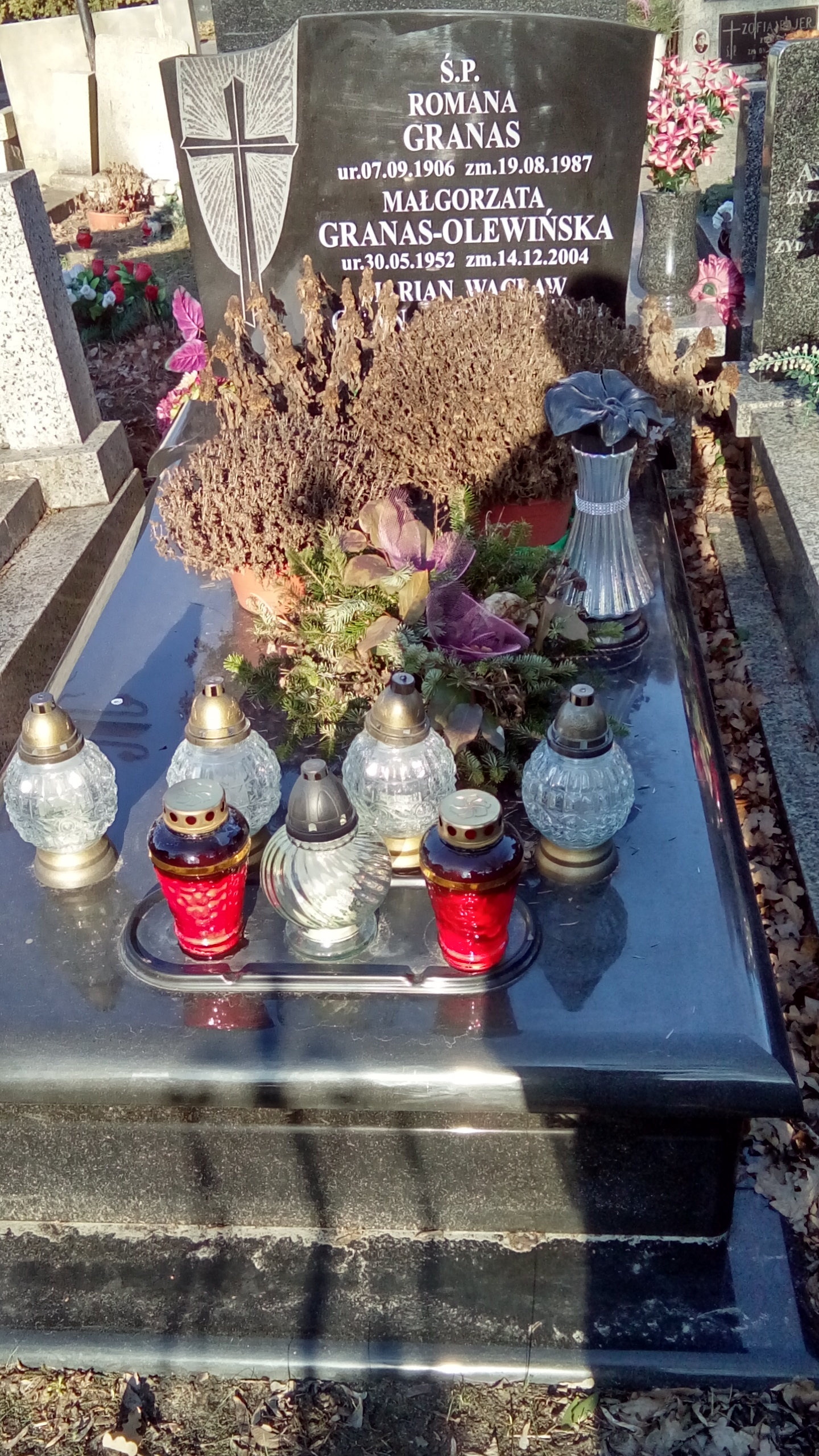
Grabstätte auf dem Warschauer Powązki-Militärfriedhof

Romana Granas, Tochter von Henryk Granas und dessen Ehefrau Bronisława, engagierte sich nach dem Schulbesuch zwischen 1921 und 1923 im Kommunistischen Polnischen Jugendverband KZMP (Komunistyczny Związek Młodzieży Polski) und wurde 1923 Mitglied der Kommunistischen Arbeiterpartei Polens KPRP (Komunistyczna Partia Robotnicza Polski) bei, die seit 1925 den Namen Kommunistische Partei Polens KPP (Komunistyczna Partia Polski) trug. Aufgrund ihres politischen Engagements wurde sie festgenommen und 1935 zu einer Freiheitsstrafe in der Justizvollzugsanstalt Tarnów verurteilt. Nach dem Überfall auf Polen durch die deutsche Wehrmacht im Zweiten Weltkrieg und ihrer Haftentlassung im September 1939 war sie unter den Tarnnamen „Bronka“, „Julia“, „Maria“, „Stacha“ und „Stanisława Orlińska“ Mitarbeiterin und Übersetzerin für das Innenministerium der UdSSR in Lemberg. Sie war zwischen 1941 und 1944 ohne besondere Funktionen Mitglied der Kommunistischen Partei der Sowjetunion (KPdSU) und besuchte die Internationale Lenin-Schule.
Nach Kriegsende und ihrer Rückkehr nach Polen trat Romana Granas der Polnischen Arbeiterpartei PPR (Polska Partia Robotnicza) bei, die am 5. Januar 1942 im Untergrund in Warschau gegründet wurde. Sie war zunächst zwischen Dezember 1945 und November 1947 stellvertretende Direktorin der Zentralen Parteischule der PPR, die sich zu dem Zeitpunkt in Łódź befand. Nach der Gründung der Polnischen Vereinigten Arbeiterpartei PZPR (Polska Zjednoczona Partia Robotnicza) war sie zwischen 1948 und 1950 stellvertretende Instrukteurin der Organisationsabteilung des Zentralkomitees (ZK) der PZPR. Auf einem ZK-Plenum am 13. November 1949 wurde sie Kandidatin des ZK der PZPR und behielt diese Funktion nach ihren Bestätigungen auf dem II. Parteitag (10. bis 17. März 1954) sowie auf dem III. Parteitag (10. bis 19. März 1959) bis zum IV. Parteitag (15. bis 20. Juni 1964). Als Nachfolgerin von Tadeusz Daniszewski wurde sie im Mai 1950 Direktorin der Parteihochschule des ZK der PZPR und bekleidete diese Funktion bis 1957, woraufhin die Schule in Hochschule für Sozialwissenschaften beim ZK der PZPR (Wyższa Szkoła Nauk Społecznych przy KC PZPR) umorganisiert wurde und Maksymilian Pohorille deren Rektor wurde.
Während der Zeit des Polnischen Oktober 1956 gehörte Romana Granas im Machtkampf innerhalb der PZPR der nach einem Komplex modernistischer Mietshäuser in der Ul. Puławska 24 und 26 in Warschau benannten „Pulawy“-Gruppe (Puławianie) unter Führung von Roman Zambrowski und Leon Kasman an, die hauptsächlich aus Intellektuellen und Aktivisten bestand, die im ersten Jahrzehnt Volkspolens aktiv waren. Die Pulawy-Fraktion stand in Opposition zur Natolin-Fraktion um Zenon Nowak, Wiktor Kłosiewicz, Hilary Chełchowski, Aleksander Zawadzki, Władysław Kruczek, Władysław Dworakowski, Kazimierz Mijal, Franciszek Mazur, Bolesław Rumiński, Franciszek Jóźwiak und Stanisław Łapot, die gegen die Liberalisierung des kommunistischen Systems war, und die nationalistische und antisemitische Parolen proklamierte, um in der PZPR an die Macht zu kommen. Zuletzt war sie zwischen 1959 und 1963 stellvertretende Chefredakteurin der Wochenzeitung Polityka. Sie wurde nach ihrem Tode auf dem Warschauer Powązki-Militärfriedhof beigesetzt.

## Veröffentlichungen
- Ṿegn undzer ḳonsṭiṭutsye, 1952
- Gruba Ceśka, 1958

in deutscher Sprache
- Die dicke Ceśka, 1962, Übersetzung Ulrich Brewing, Verlag Neues Leben 1962